# Vieux-Port de Marseille
Pour les articles homonymes, voir Vieux-Port.
Le Vieux-Port de Marseille (en provençal lo Pòrt Vièlh selon la norme classique, lou Port-Vièi selon la norme mistralienne,,) est le plus ancien port de Marseille, ainsi que le centre historique et culturel de la ville depuis sa fondation sur ce site durant l'Antiquité. Le port était le centre économique de Marseille jusqu'au milieu du XIXe siècle, ouvert sur le commerce de la mer Méditerranée puis des colonies françaises. Les activités portuaires de commerce furent ensuite déplacées vers d'autres sites plus au nord : les bassins de l'actuel grand port maritime de Marseille.
Le « bassin du vieux port » est aujourd'hui un port de plaisance, partagé entre les quartiers Hôtel-de-Ville (2e) au nord, Opéra (1er) au sud-est, Saint-Victor (7e) au sud et Le Pharo (7e) au sud-ouest. C'est aussi un lieu de rassemblement populaire et l'un des symboles de Marseille. Le Vieux-Port est aussi un pôle intermodal de transport (au quai des Belges qui le longe à l'est et auquel aboutit la Canebière), avec une station de métro, de nombreux bus et plusieurs services maritimes dont le ferry.
Sur le Vieux-Port, existe aussi un petit marché où l'on peut retrouver, plusieurs fois par semaine, une vente directe de poisson frais.
Il est de nos jours ancré dans la culture populaire comme servant de cadre principal à la Trilogie marseillaise de Marcel Pagnol, avec les figures de César et Marius au « bar de la Marine », et celle de Fanny, la belle poissonnière amoureuse de Marius.

## Situation géographique
En 1805 le cartographe Henry Michelot décrivait le Vieux-Port ainsi :

« Au milieu de la ville il y a un port, dont l'heureuse situation le rend un des meilleurs ports de la Méditerranée, et où il y a plus de sûreté pour les bâtimens ; il est couvert par une grosse pointe qui le garantit de la mer ; son embouchure est entre les deux citadelles qui en défendent l'approche, où il y a trois piliers qui le renferment ; son entrée est du côté du fort St. Jean, entre une haute tour carrée et l'un desdits piliers ; elle se ferme tous les soirs avec une chaîne de fer, soutenue par une grosse pièce de bois. »

Situé au bas de la Canebière, le Vieux-Port constitue le centre historique et géographique de la ville. Autour, de nombreux restaurants et bars font face à la mer ; au nord, le quai du Port, où se situe la mairie centrale de la ville, offre une vue panoramique sur la basilique Notre-Dame-de-la-Garde qui coiffe la partie sud de la ville ; ce quai jouxte le quai des Belges à l'est et fait face, au sud, au quai de Rive neuve.

### Approche nautique
Depuis le large, le phare de Planier signale l'approche de la baie de Marseille. L'approche se fait ensuite en contournant l'archipel du Frioul. L’Entrée sud qui mène à l’Avant-port Joliette est située entre l'extrémité de la digue du Large et la pointe de la Désirade, toutes deux signalées par des feux latéraux. La passe Sainte-Marie qui lui fait face mène au bassin de la Joliette du Grand port maritime, réservée aux cargos et ferrys. En serrant à tribord, il faut longer l'anse du Pharo (petit chantier naval) puis le petit port de la Réserve, pour enfin arriver dans le Vieux-Port. Le bureau du port (capitainerie) est situé à l'entrée, côté tribord.

## Histoire

### Antiquité
En 800 av. J.-C., les Ségobriges occupent ce territoire. Des vestiges de cette peuplade celte sont encore visibles à quelques kilomètres du Vieux-Port, à l'oppidum des Baou de Saint-Marcel.
En 600 av. J.-C., les Phocéens débarquèrent dans la calanque formant aujourd'hui le Vieux-Port, la nommant Lacydon, mot grec désignant un marais salant,
Ils s’installent sur la rive nord de cette calanque de Lacydon et construisent des temples, un théâtre, une agora. La ville est protégée par des remparts dont certaines parties sont encore visibles au jardin des Vestiges situé au centre Bourse. Pour faire face à l’augmentation de la population, le tracé des remparts évoluera jusqu'au XVIIe siècle.

Limite de l'ancien rivage du port de Marseille vers le.

Le fond du port est occupé par des marais qui sont asséchés progressivement dès l’occupation grecque ainsi que l’ont montré les fouilles archéologiques effectuées de septembre 1992 à mai 1993, avant la construction d’un parc de stationnement souterrain, place du Général-de-Gaulle.
La rive sud est occupée par des carrières d'où sont extraites les pierres qui servent à l'édification des remparts. C'est également la cité des morts, le lieu où sont inhumés les défunts.
Légende du Plan : 1. Jardin des Vestiges, 2. Musée d'histoire de Marseille, 3. Palais de la Bourse, 4. Église des Augustins, 5. Place du Général-de-Gaulle, 6. Opéra, 7. Palais de justice, 8. Fort Saint-Nicolas, 9. Palais du Pharo, 10. Fort Saint-Jean, 11. Église Saint-Laurent, 12. Hôtel de ville, 13. Place Jules-Verne, 14. Hôtel Daviel, 15. Église Notre-Dame-des-Accoules, 16. Place de Lenche, 17. Place des Moulins, 18. Hôtel-Dieu, 19. Église Saint-Cannat, 20. La Vieille Charité, 21. Cathédrale Sainte-Marie-Majeure de Marseille.

### Moyen Âge
Durant le Moyen Âge, l'activité portuaire est principalement consacrée à la pêche et au cabotage, l'arrière-pays marseillais n'ayant pas de produits à exporter et la ville étant distante de la circulation commerciale du Rhône. L'activité de commerce du Vieux-Port reste ainsi inférieure à celle de Port-de-Bouc jusqu'au début du XVIe siècle. L'économie portuaire évolue seulement à partir de 1282 autour des activités de guerre et de piraterie.
Sur la rive sud, entre les IIIe et IXe siècles, est édifiée la très puissante abbaye de Saint-Victor de Marseille.
À l’est de l’abbaye, on trouve des salines dès le VIe siècle. Elles font partie de la donation du comte Thibert à l’abbé de Saint-Victor au Xe siècle. Possessions de l’abbaye jusqu’à ce que celle-ci les vende en 1512 pour l’extension des tercenaux du roi Louis XII.
Dès le Xe siècle, les marais asséchés de la rive sud du port prennent le nom de plan Fourmiguier. Y sont installés des entrepôts, des chantiers de charpente et un chantier communal de constructions navales. Des cordiers s’y installent également et travaillent le chanvre pour la fabrication des élingues et cordages. C’est de ce chanvre, canebe en provençal que vient le nom de Canebière.
En 1265, le comte de Provence, Charles Ier commande aux armateurs de la ville, une trentaine de galères complètement équipées. En 1291, Charles II aménage au sud-ouest du port un embarcadère militaire. En 1296, il obtient de la ville une concession sur le 'plan Fourmiguier afin d’y installer des chantiers navals. C’est l’origine de l’arsenal des galères.

### XVeauXVIIesiècles

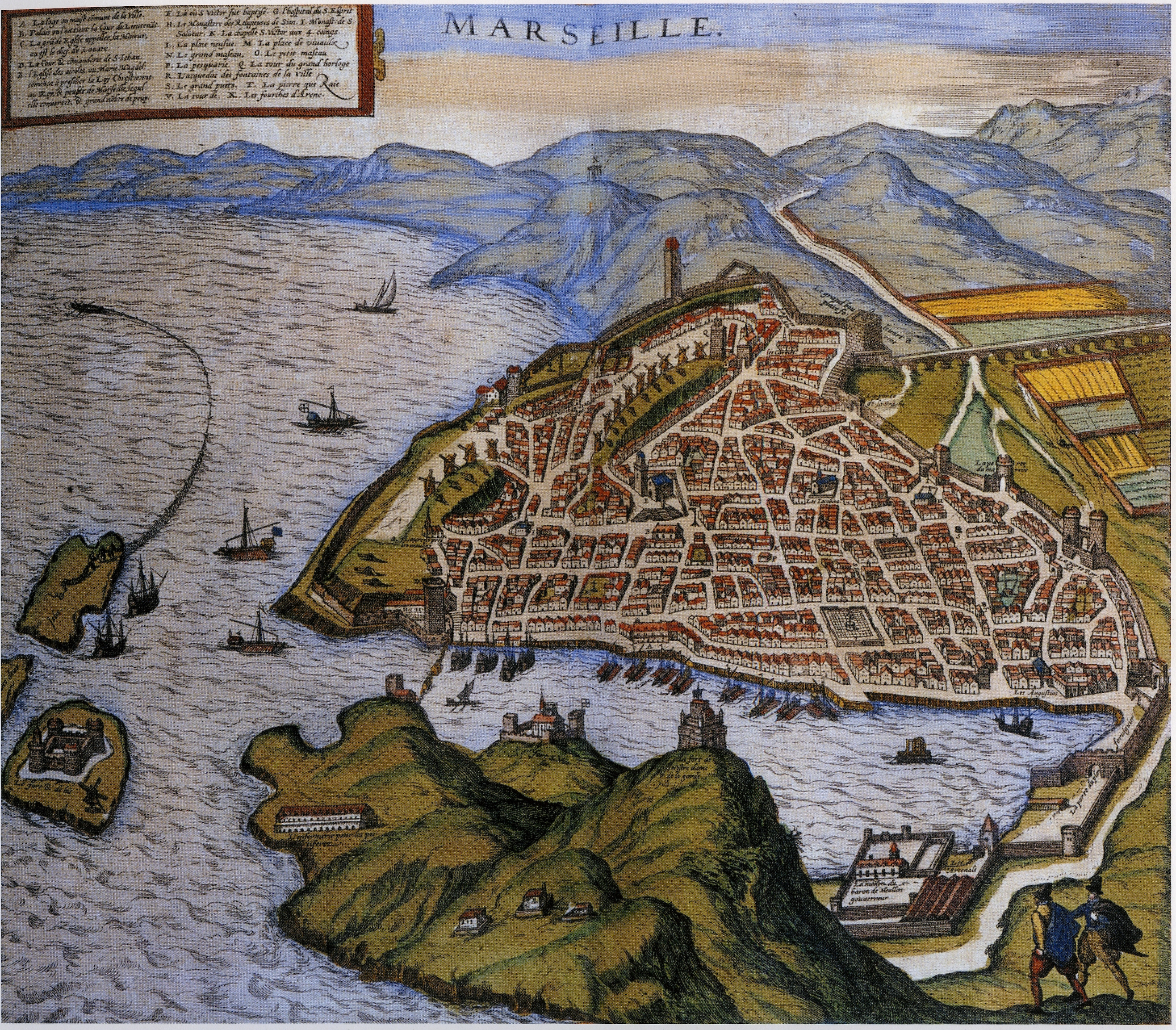
Carte de Marseille, 1584.

En 1423, arrivant par la mer, le sac de Marseille est perpétré par les troupes du roi Alphonse V d'Aragon entre les 20 et 23 novembre. Les galères du roi d'Aragon investissent la tour Saint-Jean. Ils repartent entre autres avec la chaîne barrant l'entrée du Vieux-Port emportée en trophée. Cette dernière se trouverait sur le mur de la cathédrale de Valence (Espagne).
C'est seulement à partir de l'annexion de 1481 que Marseille s'ouvre sur un vaste arrière-pays et acquiert progressivement le rôle de grand port français. Les premiers quais sont ainsi construits en 1515, mais les grands navires évitent encore de mouiller dans le port.
En 1488 les Tercenaux (Arsenal des galères) sont établis, sur ordre de Charles VIII afin d’abriter les galères du roi :
- sur le plan Fourmiguier, le port militaire installé par Charles II est agrandi et englobe le chantier communal. C'est l’arsenal des Galères dont il reste aujourd'hui un pavillon sur le cours Estienne-d'Orves ;
- à la sortie du port, l’antique tour du roi René et l’hôpital de l’ordre hospitalier de Saint-Jean de Jérusalem sont intégrés dans le nouveau fort qui, construit par le chevalier de Clerville, prend le nom de fort Saint-Jean ;
- sur l'autre rive, le fort Saint-Nicolas est construit autour de la chapelle de Saint-Nicolas par le même architecte.

À la fin du XVIe, dans le quartier de l’Hôtel de Ville, sont construites les deux plus vieilles maisons de Marseille, l’hôtel de Cabre et la Maison Diamantée. La loge des marchands, créée en 1599 fait construire la maison de Ville, l’actuelle mairie de Marseille. L’édifice est construit par les architectes Gaspard Puget et Mathieu Portal. Curiosité du bâtiment, il a deux niveaux mais l'escalier se trouve dans le bâtiment d’à-côté.
En 1666, le roi Louis XIV ordonne l’extension de la ville. Les remparts sont détruits, la ville s’étend sur toutes les rives du Vieux-Port.

### XVIIIe
Devant le fort Saint-Jean est construit, en 1719, la consigne sanitaire qui vient compléter le dispositif de quarantaine du Frioul. Ce dispositif sera impuissant à empêcher la peste de Marseille en 1720. Un deuxième bâtiment sera construit à l'identique en 1862.

### XIXesiècle: construction du nouveau port

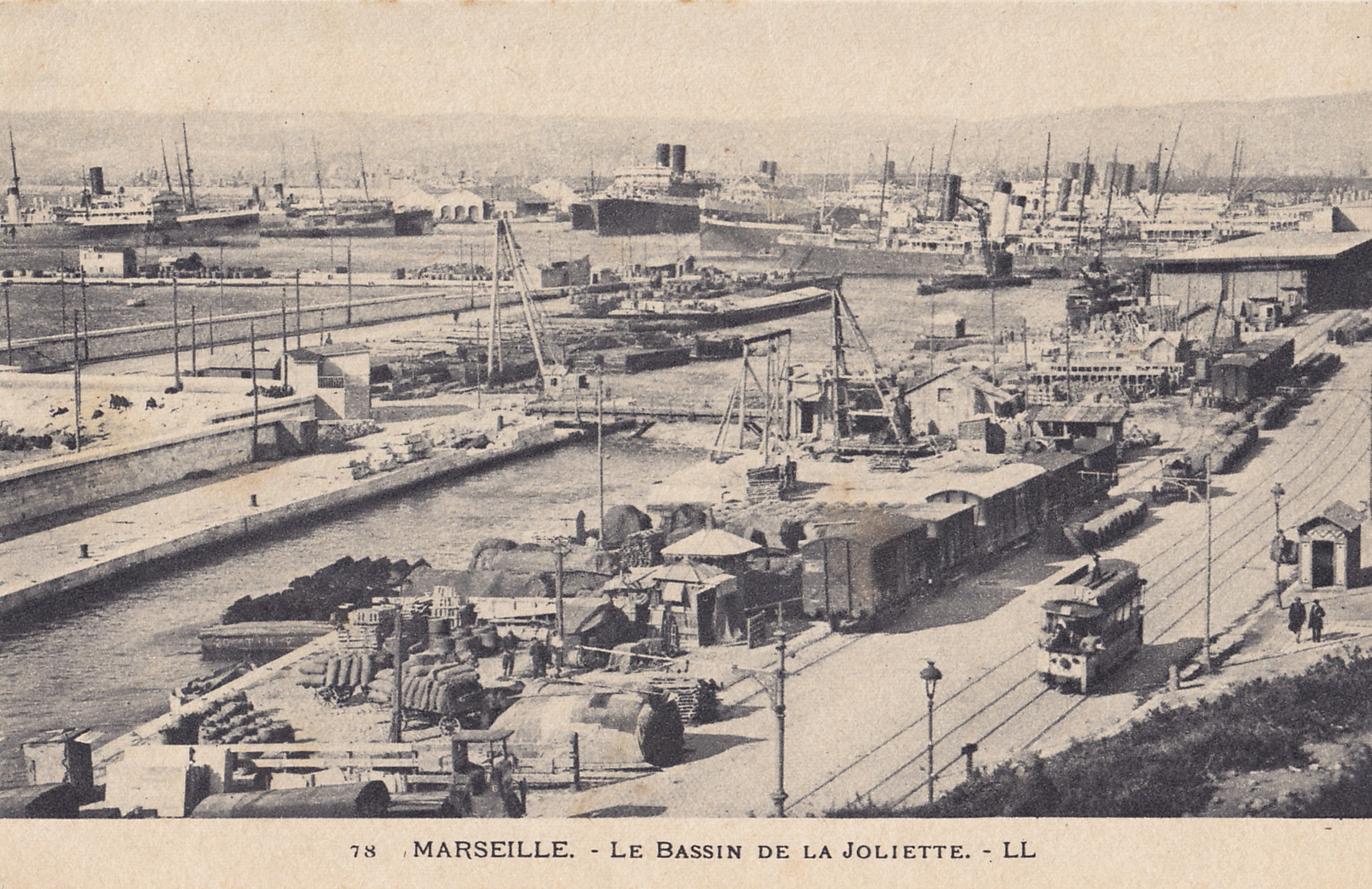
Le bassin de la Joliette, à la même époque.

L'extension du port était envisagée depuis longtemps, mais au début du XIXe siècle les projets ne se concrétisent pas, comme le projet de 1805 de construire un nouveau bassin vers le sud. Les seuls travaux sont des consolidations, la construction d'un bassin de carénage en 1829 (avec sa machine à vapeur en 1836). En 1833, l'ingénieur Poirel commence la construction de la digue d'Alger avec la nouvelle technique de grands blocs de béton, qui sont moins coûteux et bien plus résistants aux vagues que les anciens ouvrages de maçonnerie.
Dans les années 1840, le trafic devient trop intense pour les capacités du port (encombrement, capacité d'accueil), et une extension paraît indispensable. Le trafic passe de 1 374 067 tonneaux en 1830 à 2 932 005 tonneaux en 1847. Des projets modestes d'extension se succèdent.
Deuxième port de France, l'enjeu devient trop important et la décision échappe à la ville ; par la loi du 5 août 1844 le gouvernement ordonne la construction du bassin de la Joliette, au nord du port, à travers un ambitieux chantier (18 millions de francs). La construction de la digue du Large reprend les techniques de blocs de béton. Les infrastructures de la Joliette commencent à être utilisée dès 1847, le bassin est achevé en 1853. Le port auxiliaire du Frioul est également agrandi. L'extension du port continue avec la loi du 10 juin 1854 et du décret du 23 novembre 1856 qui ordonnent la construction des bassins du Lazaret et d'Arenc, puis la construction du bassin Napoléon (1859).
Pour relier l’ancien et le nouveau port, la rue Impériale est tracée.

### XXesiècle

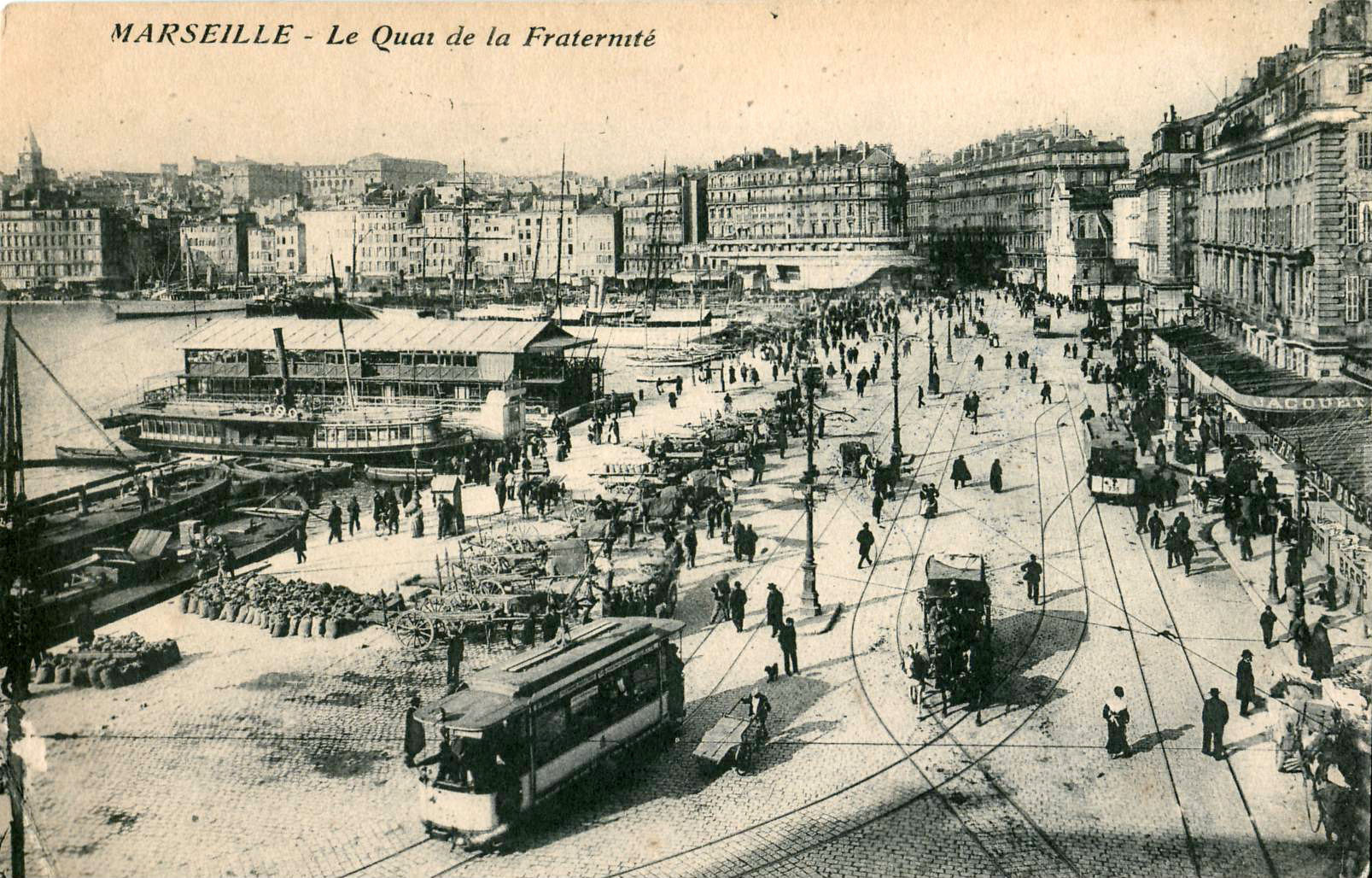
Le Quai de la Fraternité était desservi par l'ancien tramway de Marseille, entre 1910 et 1920.

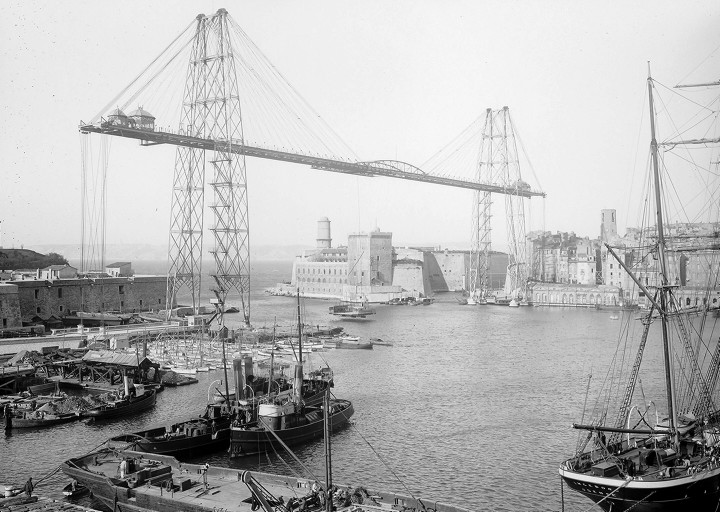
Vue générale du pont transbordeur.

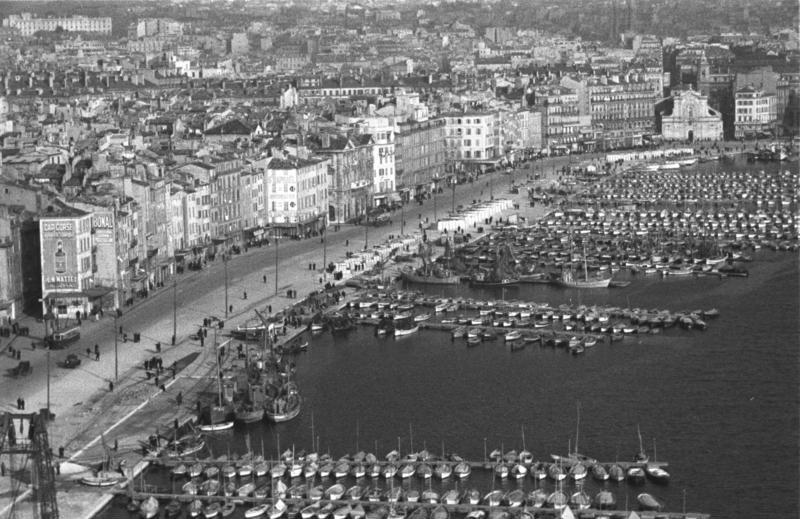
La rive nord vue du pont transbordeur, juste avant la destruction de janvier 1943.

#### Le pont transbordeur
De 1905 à 1944, le pont transbordeur permettait la traversée. Entre la rive sud et la rive nord, en 1905, Ferdinand Arnodin propose la construction d’un pont transbordeur sous réserves d’une concession de 75 ans. Une nacelle suspendue sous le tablier du pont permet de traverser entre le fort Saint-Jean et le bassin de Carenage, à côté du fort Saint-Nicolas.

#### La halle aux poissons
Sur la rive sud, en 1909, est créée la halle aux poissons qui restera en activité jusqu’en 1975. Elle est alors convertie en théâtre (La Criée), et abrite deux salles de spectacle. Sa façade a été préservée.

#### La destruction du quartier du Vieux-Port
La Seconde Guerre mondiale bouleverse le cadre du Vieux-Port : le vieux quartier sur la rive nord est dynamité par les occupants nazis avec l’aide de la police française durant la « rafle de Marseille » : entre le 22 et le 24 janvier 1943, 30 000 habitants des vieux quartiers sont expulsés. Le vendredi 22 janvier commence une rafle qui vise la population juive des quartiers du Vieux-Port : plusieurs milliers de personnes sont arrêtées, dont plusieurs centaines de Juifs qui sont envoyés vers les camps d'internement français puis les camps d'extermination nazis. Maison par maison, les 1 500 immeubles du Vieux-Port sont ensuite dynamités, laissant un champ de ruines, tandis que le pont transbordeur est détruit en 1944.

#### Après-guerre
Le quartier rive nord est reconstruit par l’architecte Fernand Pouillon en 1948. À cette occasion, des dolia datant de l’époque romaine sont trouvés et sont exposés in situ dans le Musée des docks romains.
En 1976, toutes les activités de pêche et La Criée aux poissons sont transférés dans le port de Saumaty. Le trafic de voyageurs et de marchandises est effectué au Grand port maritime de Marseille (ancien Port autonome) dans les bassins situés au nord du Vieux-Port, ou bien du côté de Fos-sur-Mer.
Le Vieux-Port est aujourd'hui essentiellement un port de plaisance municipal, complété dans cette fonction par les ports de La Pointe Rouge, du Frioul et de L'Estaque.
Le seul trafic de voyageurs consiste en navettes touristiques (à destination du Château d'If, des Iles du Frioul et des calanques de Marseille), et navettes de transport (batobus), mises en place en 2012 vers la Pointe Rouge et l'Estaque.

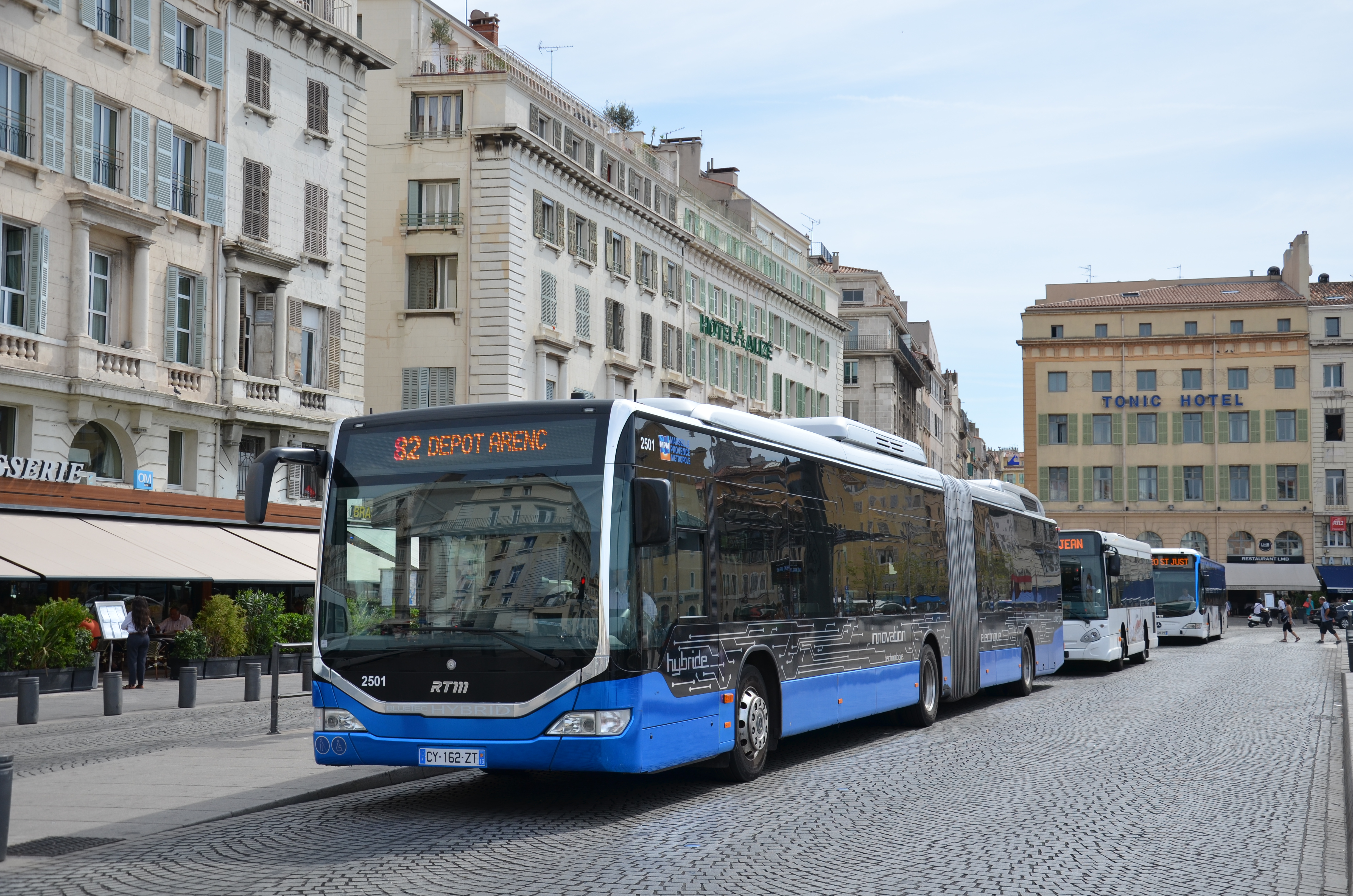
Le Vieux Port est desservi par les autobus de la RTM.

#### Aménagement de 2013
À l'occasion du choix de la ville de Marseille comme capitale européenne de la culture à Marseille en 2013 , la Communauté urbaine a lancé un concours international de réaménagement et de réorganisation du Vieux-Port.
Le projet développé par l'architecte Norman Foster et le paysagiste Michel Desvigne est retenu. Après une première phase de travaux, le Vieux-Port est alors entièrement réaménagé pour une semi-piétonisation, ainsi la surface réservée aux piétons est bien plus considérable, bien que les voies de circulations ne disparaissent pas (il reste deux couloirs de bus et un ou deux couloirs pour le trafic automobile — contre jusqu'à six couloirs automobiles avant le projet). La première phase des travaux est estimée à 36 millions d'euros.

## Infrastructures portuaires

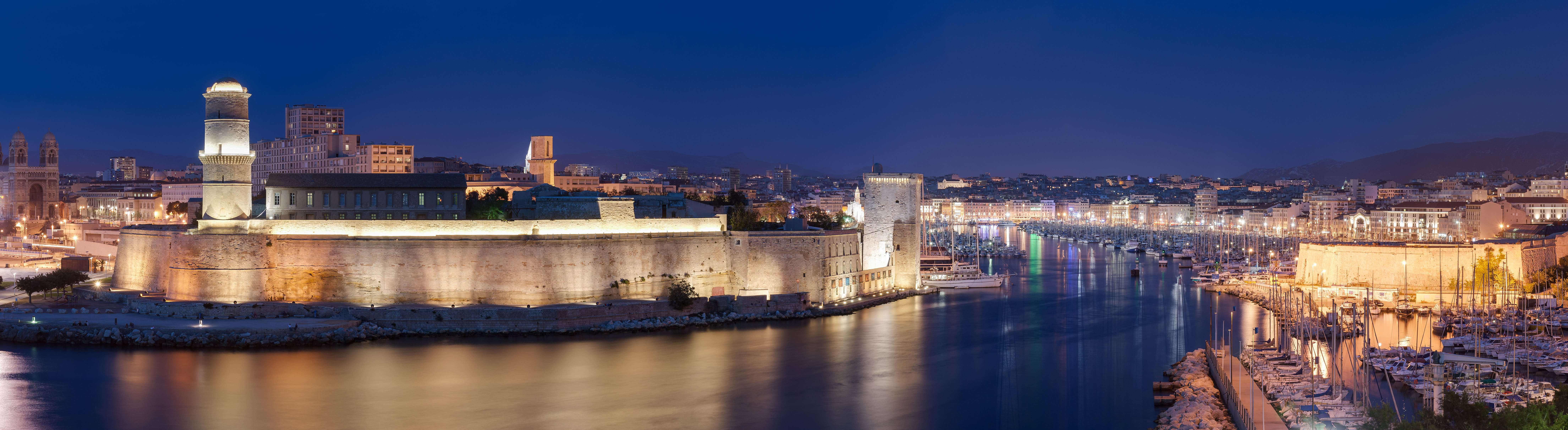
Le vieux port de Marseille, vu du parc du Pharo.

Jusqu’au XXe siècle, la traversée du Vieux Port se faisait sur de petites embarcations qui transportent les passagers d’une rive à l’autre à la rame.

### Ferry-boat et navettes maritimes
Le ferry boat (prononcé par certains feri-boate à Marseille) permet la traversée du Vieux-Port, de la Mairie à la Place aux Huiles. Cette ligne existe depuis 1880. Exploitée de 1953 à 2008 par le célèbre César, le bateau a été remplacé début 2010 par un nouveau ferry-boat électro-solaire pour assurer cette célèbre traversée, présentée par les Marseillais comme la plus courte liaison maritime du monde (283 m, la largeur du Vieux-Port). Dans une scène de Marius tournée en extérieur, l'un des prédécesseurs du César, qui étaient les Mouche IV et Mouche VII, permet de mettre le personnage du capitaine Escartefigue en situation.
Plusieurs autres lignes maritimes relient le Vieux-Port à d'autres territoires. Des navettes desservent régulièrement le Frioul et le Château d'If. D'autres navettes vont vers L'Estaque et la Pointe Rouge de mars à octobre. Des excursions en bateau permettent aussi de visiter les Calanques. Un projet vise également à relier le terminal croisière.

### Tunnel sous le Vieux-Port
À la hauteur des forts Saint-Jean et Saint-Nicolas, un tunnel permet la circulation des véhicules depuis 1967 pour relier les rives nord et sud du port. Il est en fait composé de deux tunnels — Est et Ouest — chacun à deux voies et réservés aux véhicules légers. Sa longueur est de 600 mètres.
Il fait partie aujourd'hui d'un axe Nord-Sud important, permettant de traverser la ville, reliant via le tunnel du Prado au Carénage au nord, l'autoroute A55 (Autoroute du Littoral) et au sud à l'autoroute A50 (Autoroute Est).

## Culture et patrimoine
Citations littéraires

« C'est un port, l'un des plus beaux du bord des eaux. Il est illustre sur tous les parallèles. À tout instant du jour et de la nuit, des bateaux labourent pour lui au plus loin des mers. Il est l'un des grands seigneurs du large. Phare français, il balaye de sa lumière les cinq parties de la terre. Il s'appelle le port de Marseille. »

— Albert Londres, Marseille, porte du sud .

« Tartarin, rayonnant, marchait, ses fusils sur l'épaule, la tête haute, regardant de tous ses yeux ce merveilleux port de Marseille qu'il voyait pour la première fois, et qui l'éblouissait. »

— Alphonse Daudet, Tartarin de Tarascon 
Références cinématographiques
Marius, Fanny et César, la Trilogie marseillaise de Marcel Pagnol avec Raimu, Charpin, Orane Demazis et Pierre Fresnay, dont l'action se passe sur le Vieux-Port du Marseille traditionnel d'entre deux guerres, et particulièrement au « Bar de la Marine ».
Expressions linguistiques
- « C'est la sardine qui a bouché le port de Marseille »

## Galerie de photos

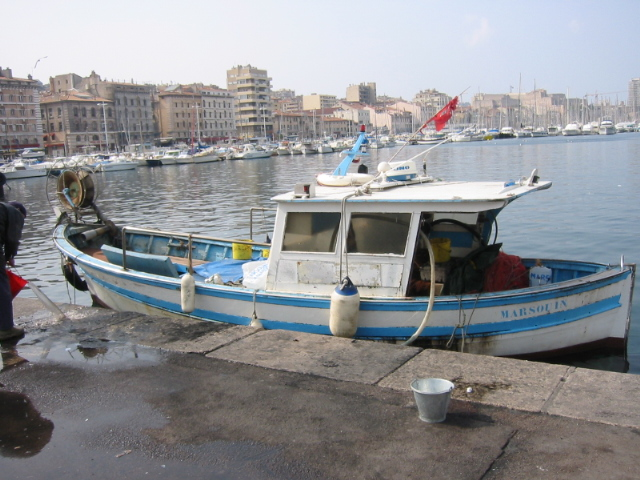
Bateau de pêche traditionnelle pointu Marseillais.
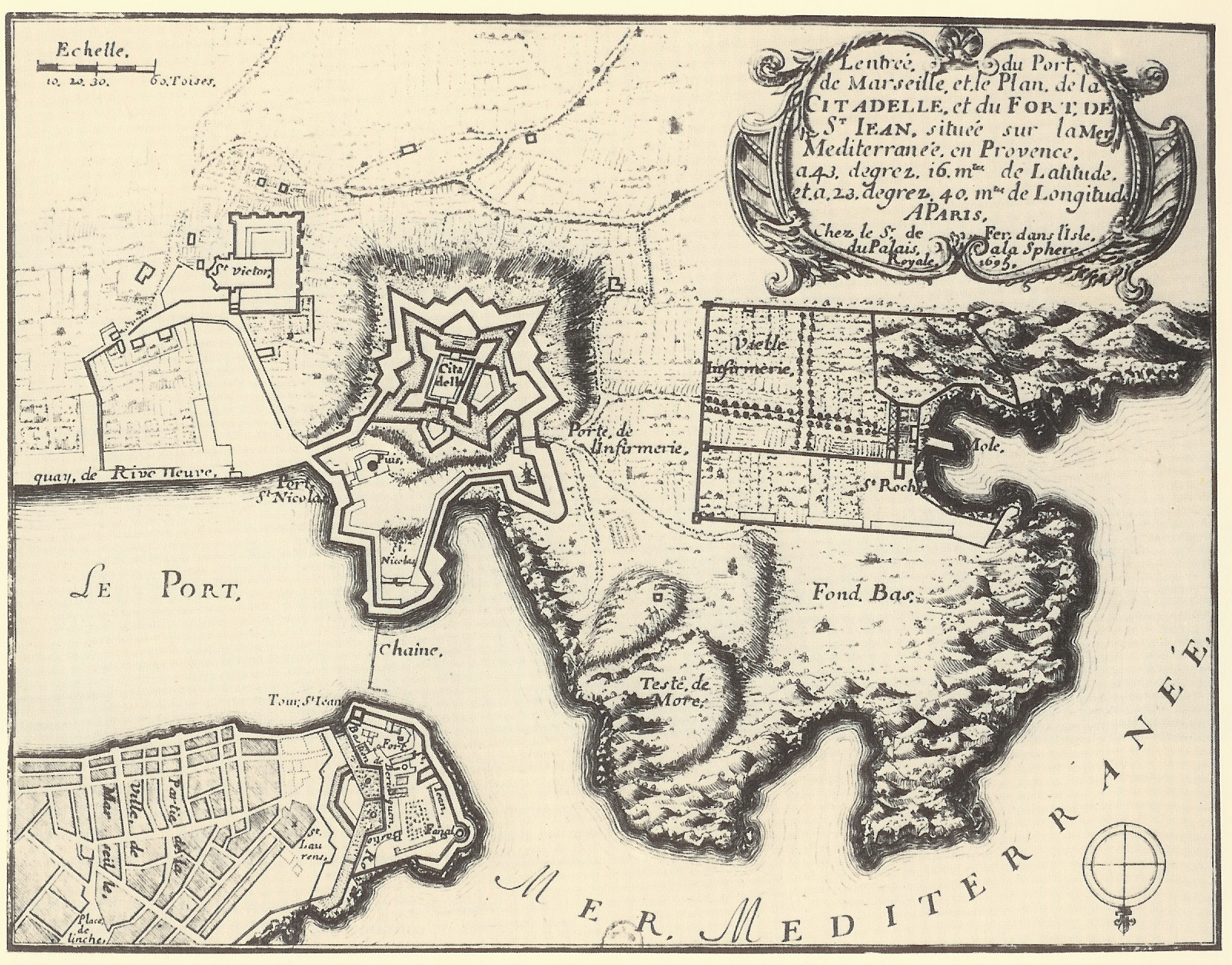
Entrée du Vieux-Port en 1695.
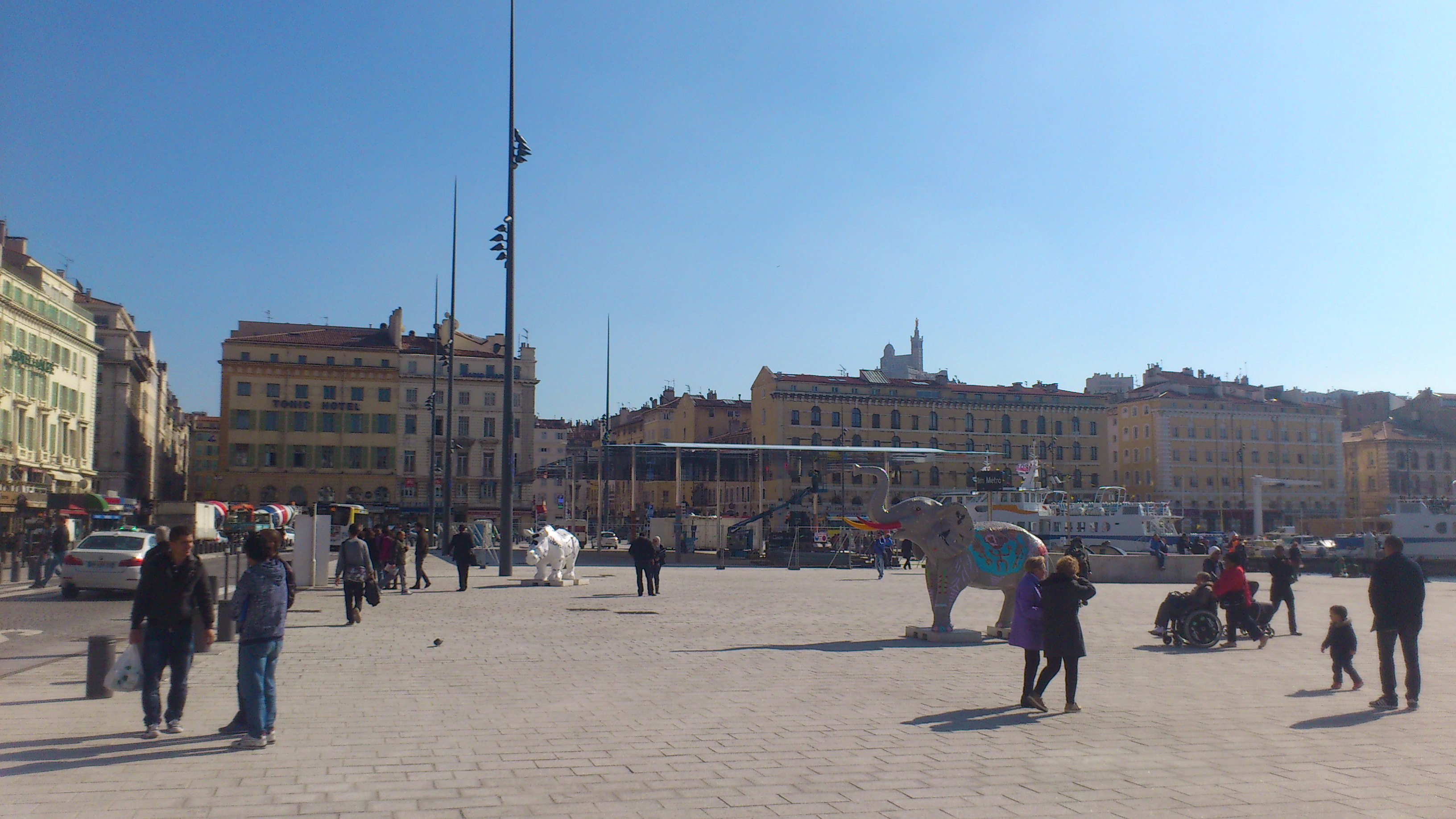
Quai de la Fraternité en 2013.
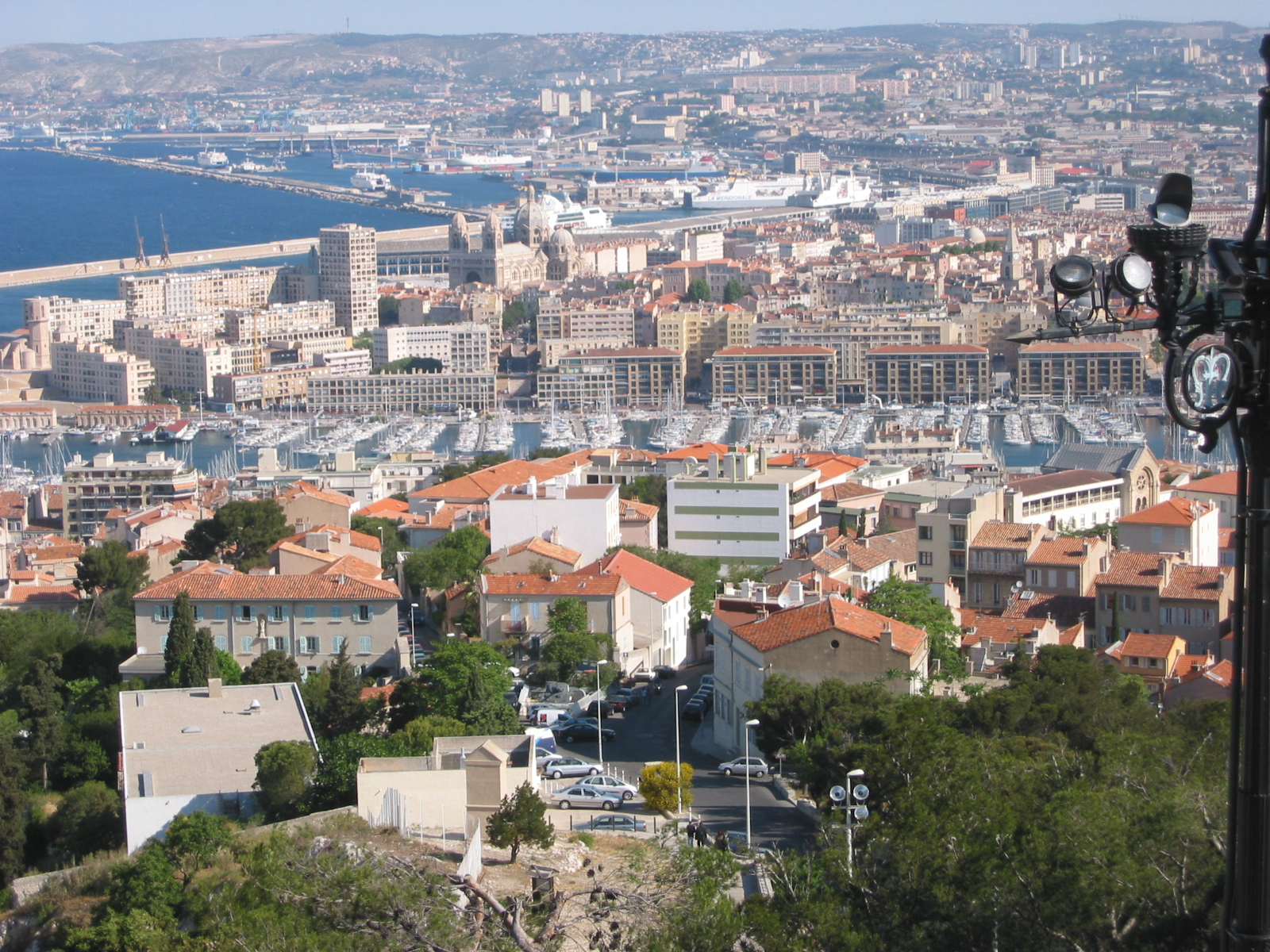
Le Vieux Port et Le Port autonome.
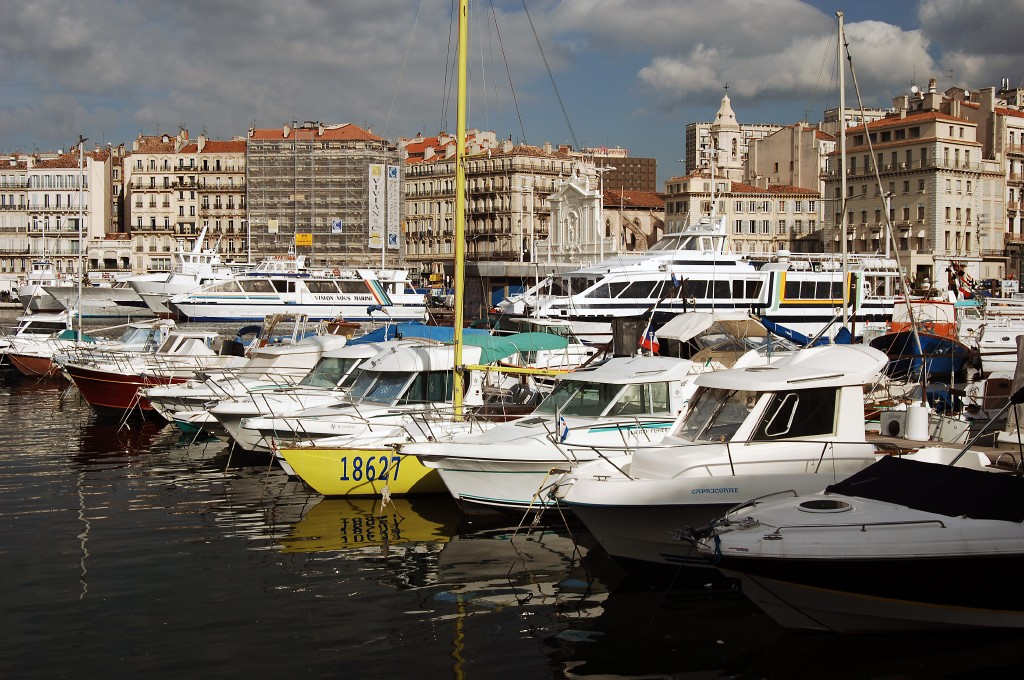
Le Vieux Port en 2006.
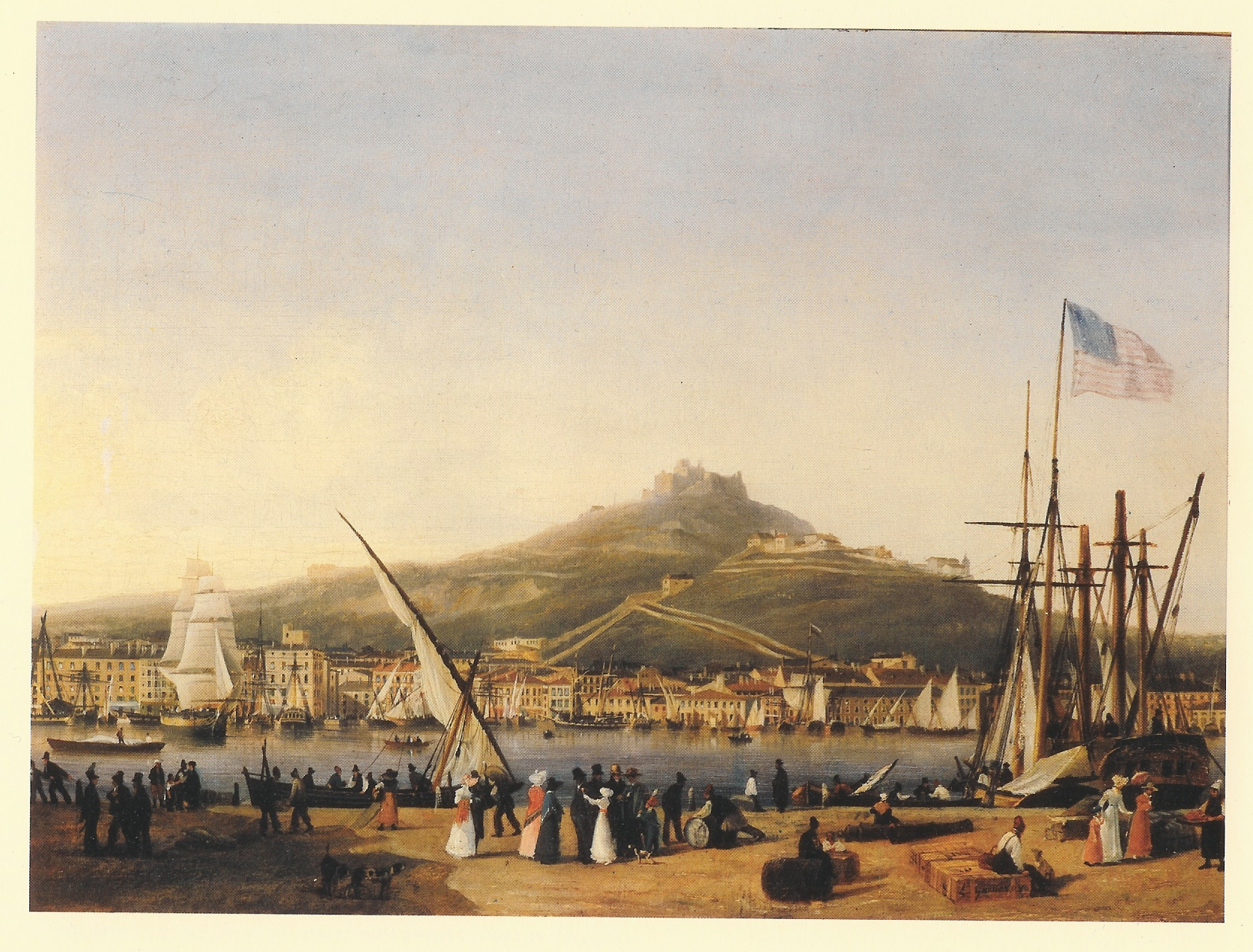
Vue du quai de l'Hôtel de Ville vers 1820.
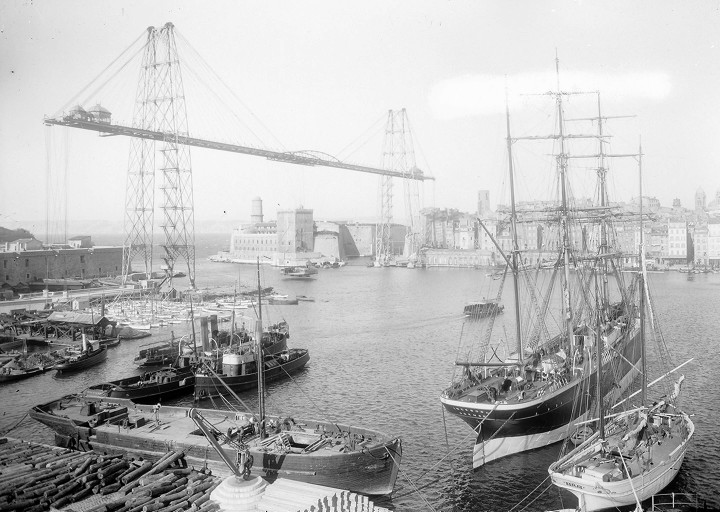
Vue du Vieux-Port de Marseille au temps du pont transbordeur.
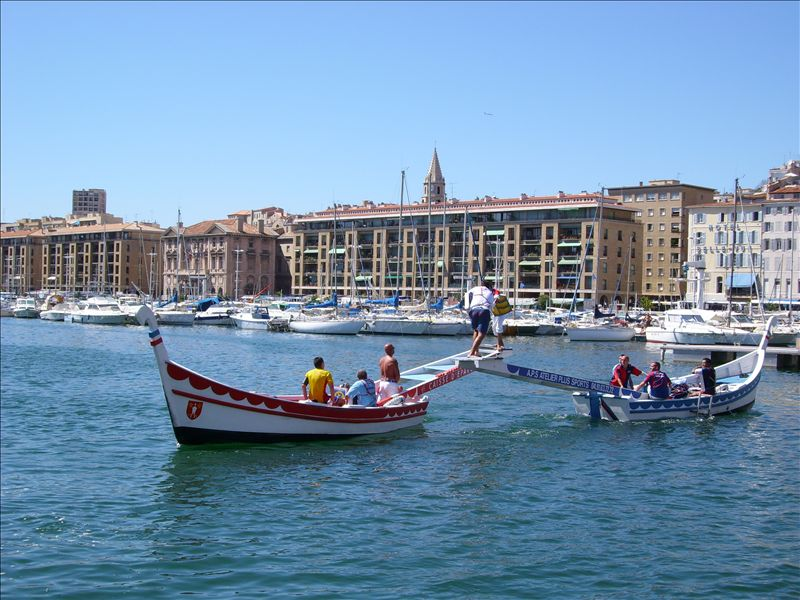
Joutes provençales dans le Vieux-Port de Marseille.
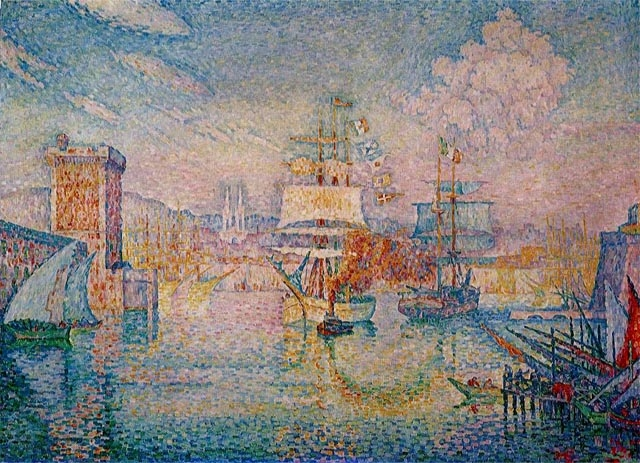
Le vieux port par Paul Signac (1918).
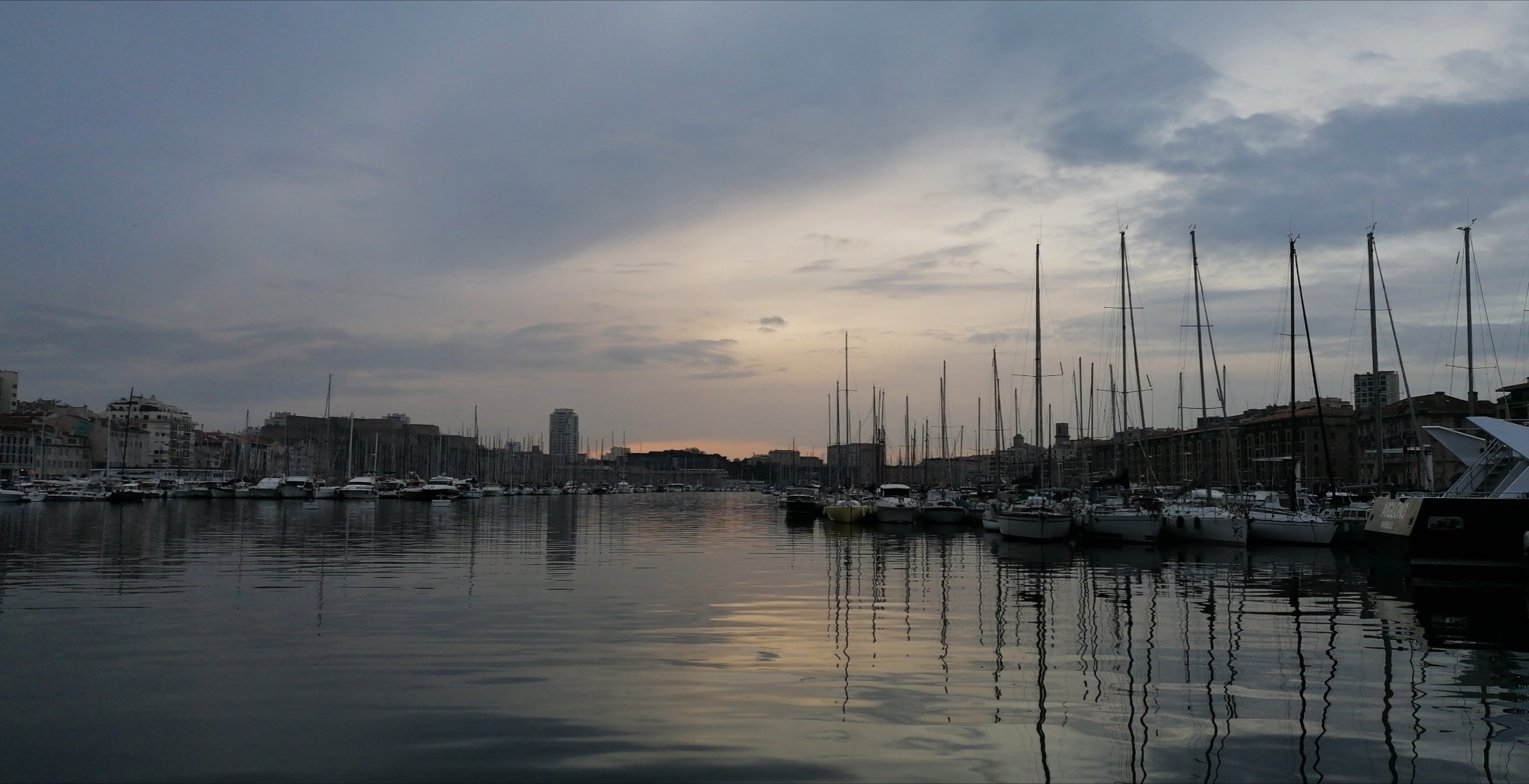
Coucher de soleil sur le vieux-port (Janvier 2020)
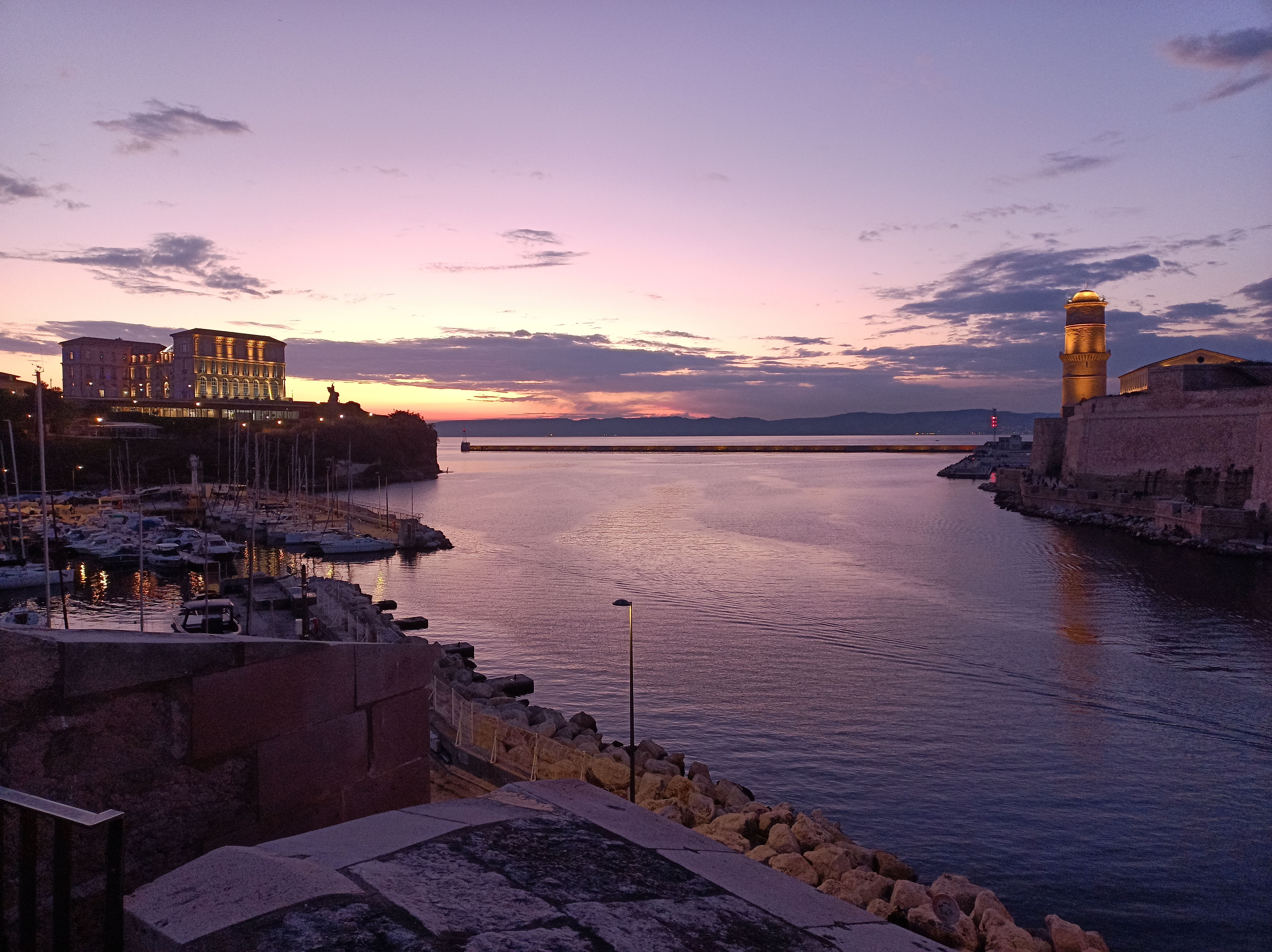
Depuis Ganteaume
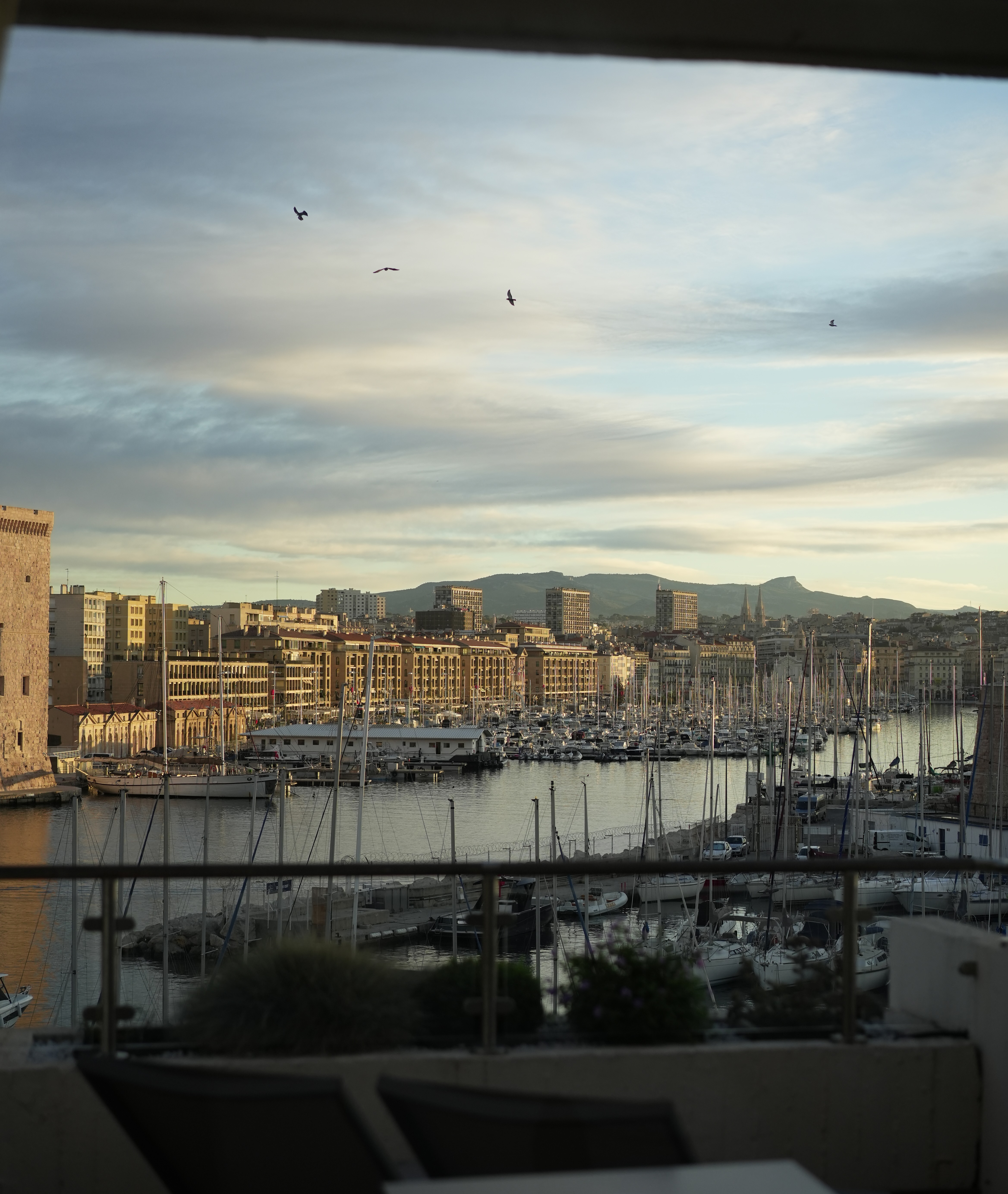
Vieux Port de Marseille depuis l'hôtel Sofitel.